# فرنك ريزيتو
فرنك ريزيتو (بالفرنسية: Franck Rizzetto)‏ هو لاعب كرة قدم ومدرب كرة قدم فرنسي في مركز الوسط، ولد في 29 مارس 1971 في بيريغو في فرنسا. شارك مع منتخب فرنسا ب لكرة القدم ‏. أما مع النوادي، فقد لعب مع أولمبيك أليس ونادي روديز ونادي كان ونادي مونبلييه ونادي ميتز ونيم أولمبيك.

## وصلات خارجية
- فرنك ريزيتو على موقع قاعدة بيانات كرة القدم.إي يو (الإنجليزية)
- فرنك ريزيتو على موقع Soccerway.com (الإنجليزية)
- فرنك ريزيتو على موقع عالم كرة القدم.نت (الإنجليزية)